# Schalenstein von Reinsbek

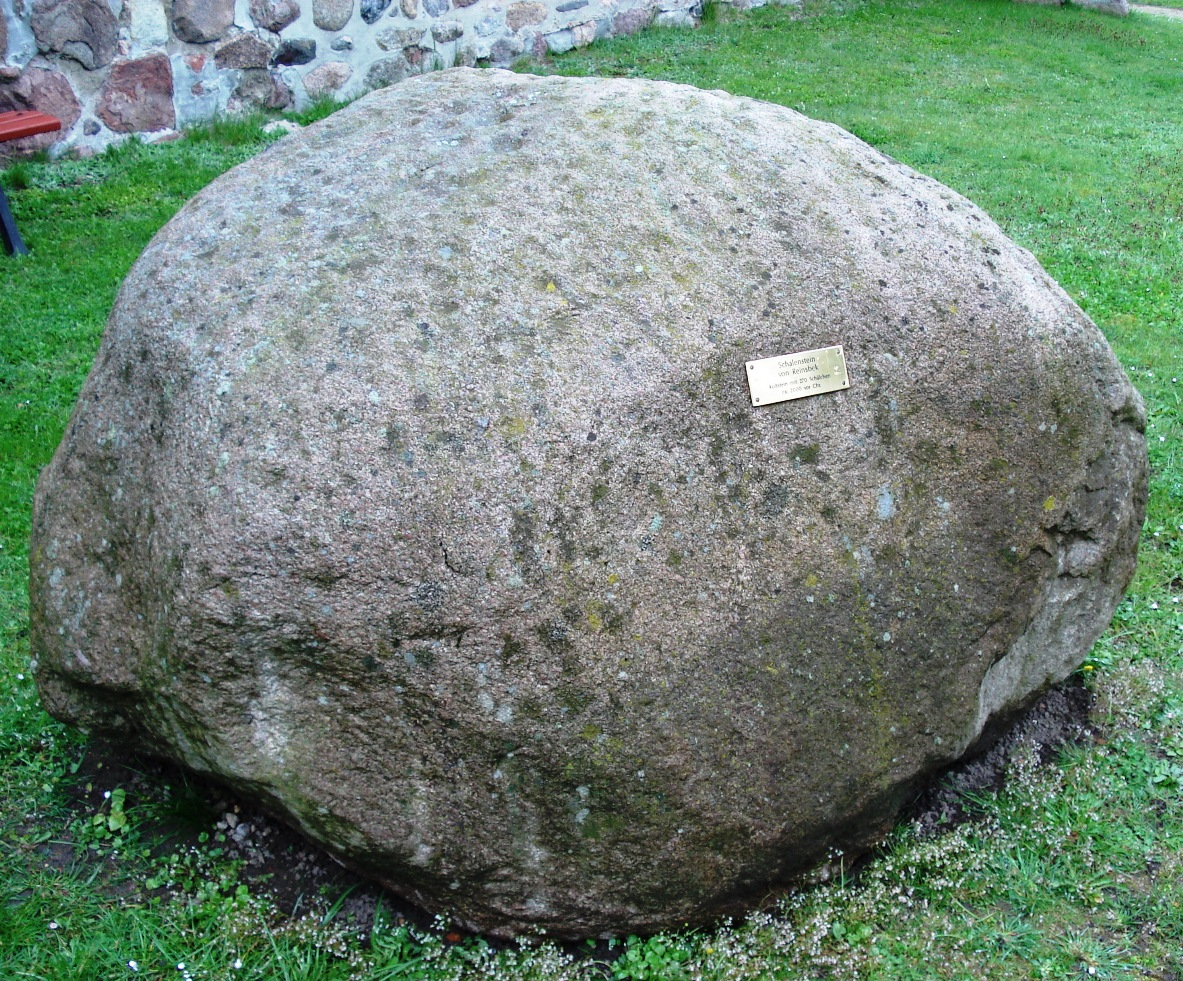
Schalenstein von Reinsbek

Der Schalenstein von Reinsbek ist ein in Reinsbek, Gemeinde Pronstorf, Kreis Segeberg in Schleswig-Holstein gefundener Schalenstein.
Er hat annähernd Halbkugelform und einen Durchmesser von ca. 1,4 m. Er weist ca. 270 „Schälchen“ (napfförmige Vertiefungen) mit einem Durchmesser von zwei bis fünf cm auf. Der Zeitraum seiner Bearbeitung wird auf die späte Steinzeit/Bronzezeit (ca. 2000 v. Chr.) datiert. 
An dem Stein ist eine kleine Tafel befestigt, auf der die wesentlichen Informationen genannt werden. Der Schalenstein wurde 1990 von Reinsbek nach Pronstorf transportiert und vor der Südseite des Chors der Vicelinkirche (Pronstorf) aufgestellt.

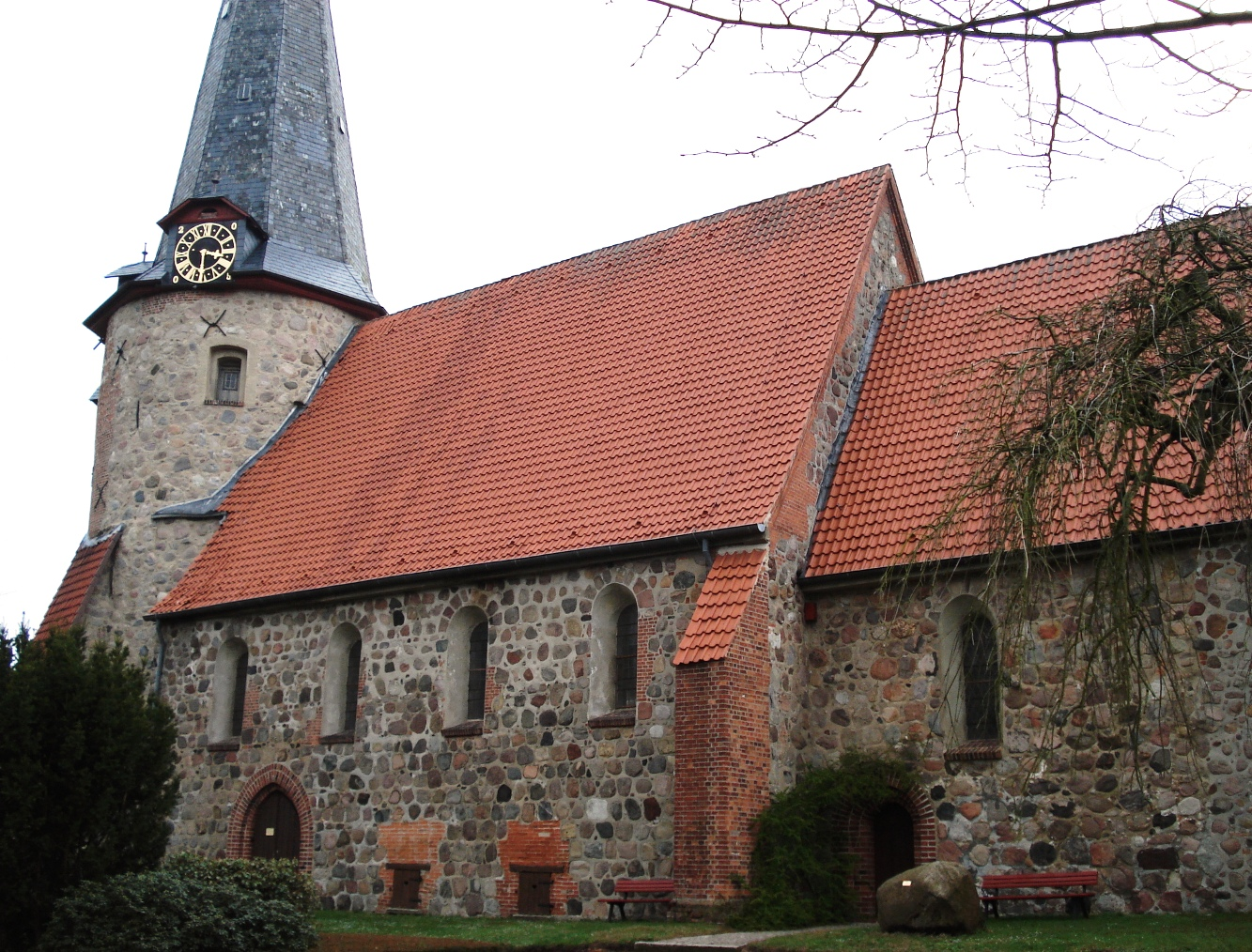
Schalenstein von Reinsbek vor der Vicelinkirche Pronstorf (unten rechts)